# Grammy Awards 1961
La 3ª edizione dei Grammy Awards si è svolta il 13 aprile 1961.

## Vincitori e candidati

### Categorie principali

#### Registrazione dell'anno
- Theme from a Summer Place - Percy Faith
- Are You Lonesome Tonight? - Elvis Presley
- Georgia on My Mind - Ray Charles
- Mack the Knife - Ella Fitzgerald
- Nice 'n' Easy - Frank Sinatra

#### Canzone dell'anno
- Theme of Exodus, scritta da Ernest Gold, eseguita da Artisti Vari
- He'll Have To Go, scritta da Charle Randolph Grean, Joe Allison e Audrey Allison, cantata da Jim Reeves
- Nice 'n' Easy, scritta da Lew Spence, Marilyn Keith e Alan Bergman, cantata da Frank Sinatra
- The Second Time Around, scritta da Sammy Cahn e Jimmy Van Heusen
- Theme from a Summer Place, scritta da Max Steiner, eseguita da Percy Faith

#### Album dell'anno
- The Button-Down Mind of Bob Newhart - Bob Newhart[1]
- Belafonte Returns to Carnegie Hall - Harry Belafonte
- Brahms: Concerto - Svjatoslav Teofilovič Richter
- Nice 'n' Easy - Frank Sinatra
- Puccini: Turandot - Erich Leinsdorf
- Wild Is Love - Nat King Cole

#### Miglior artista esordiente
- Bob Newhart
- Brothers Four
- Miriam Makeba
- Leontyne Price
- Joanie Sommers

### Pop

#### Miglior interpretazione vocale femminile - singolo
- Ella Fitzgerald - Mack the Knife (Live)
- Doris Day - The Sound of Music
- Eileen Farrell - I Gotta Right to Sing the Blues
- Brenda Lee - I'm Sorry
- Peggy Lee - I'm Gonna Go Fishin

#### Miglior interpretazione vocale femminile - album
- Ella Fitzgerald - Ella in Berlin: Mack the Knife
- Rosemary Clooney - Clap Hands! Here Comes Rosie!
- Peggy Lee - Latin ala Lee!
- Miriam Makeba - Miriam Makeba
- Della Reese - Della

#### Miglior interpretazione vocale maschile - singolo
- Ray Charles - Georgia on My Mind
- Elvis Presley - Are You Lonesome Tonight?
- Jim Reeves - He'll Have to Go
- Johnny Mathis - Misty
- Frank Sinatra - Nice 'n' Easy

#### Miglior interpretazione vocale maschile - album
- Ray Charles - The Genius of Ray Charles
- Harry Belafonte - Belafonte Returns to Carnegie Hall
- Elvis Presley - G.I. Blues
- Frank Sinatra - Nice 'n' Easy
- Nat King Cole - Wild Is Love

#### Miglior interpretazione vocale di un gruppo - 2-6
- We Got Us - Eydie Gormé & Steve Lawrence

### R&B

#### Miglior interpretazione R&B
- Ray Charles – Let the Good Times Roll
- Etta James – All I Could Do Was Cry
- Hank Ballard – Finger Poppin' Time
- Muddy Waters – Got My Mojo Working
- Jackie Wilson – Lonely Teardrops
- LaVern Baker – Shake a Hand
- John Lee Hooker – Travelin'
- Bo Diddley – Walkin' and Talkin'